# Jagdstaffel 28
A Jagdstaffel 28, conhecida também por Jasta 28, foi um esquadra de aeronaves da Luftstreitkräfte, o braço aéreo das forças armadas alemãs durante a Primeira Guerra Mundial. O seu maior ás, Max von Müller, foi também o que alcançou a primeira vitória da esquadra, a 7 de Abril de 1917. A primeira baixa ocorreu a 1 de Maio de 1917.

## Aeronaves
- Albatros D.III
- Albatros D.V